# Jason Lea
Pour les articles homonymes, voir Lea.
Jason Lea, né le 25 juin 1996, est un coureur cycliste australien.

## Biographie
En 2017, il est engagé par l'équipe continentale australienne IsoWhey Sports-Swiss Wellness. Au mois de mars, il est médaillé de bronze au championnat d'Océanie du contre-la-montre espoirs.

## Palmarès et résultats

### Palmarès par année
- 2016
  - 3e de la Baw Baw Classic
- 2017
  - 1re étape de la Battle Recharge (contre-la-montre par équipes)
  -  Médaillé d'argent du championnat d'Océanie du contre-la-montre espoirs
  - 2e de la Battle Recharge
- 2018
  - 3e du championnat d'Australie du contre-la-montre espoirs
  -  Médaillé de bronze du championnat d'Océanie du contre-la-montre espoirs
  -  Médaillé de bronze du championnat d'Océanie sur route espoirs
- 2019
  - Tour of Gippsland :
    - Classement général
    - 2e étape

  - 3e du National Road Series

### Classements mondiaux
| Année            | 2017 |
| ---------------- | ---- |
| UCI Oceania Tour | 39e  |